# یوگنییا کانایه‌وا
یوگنییا کانایه‌وا (به انگلیسی: Yevgeniya Kanayeva) ژیمناست زادهٔ ۲ آوریل ۱۹۹۰ میلادی اهل کشور روسیه است. او برندهٔ ۲ مدال طلای المپیک در رشتهٔ ژیمناستیک ریتمیک و ۱۷ مدال طلای مسابقات جهانی ژیمناستیک ریتمیک.
از یوگنییا کانایه‌وا به عنوان یکی از اسطوره‌های ژیمناستیک روسیه یاد می‌شود.

## نگارخانه

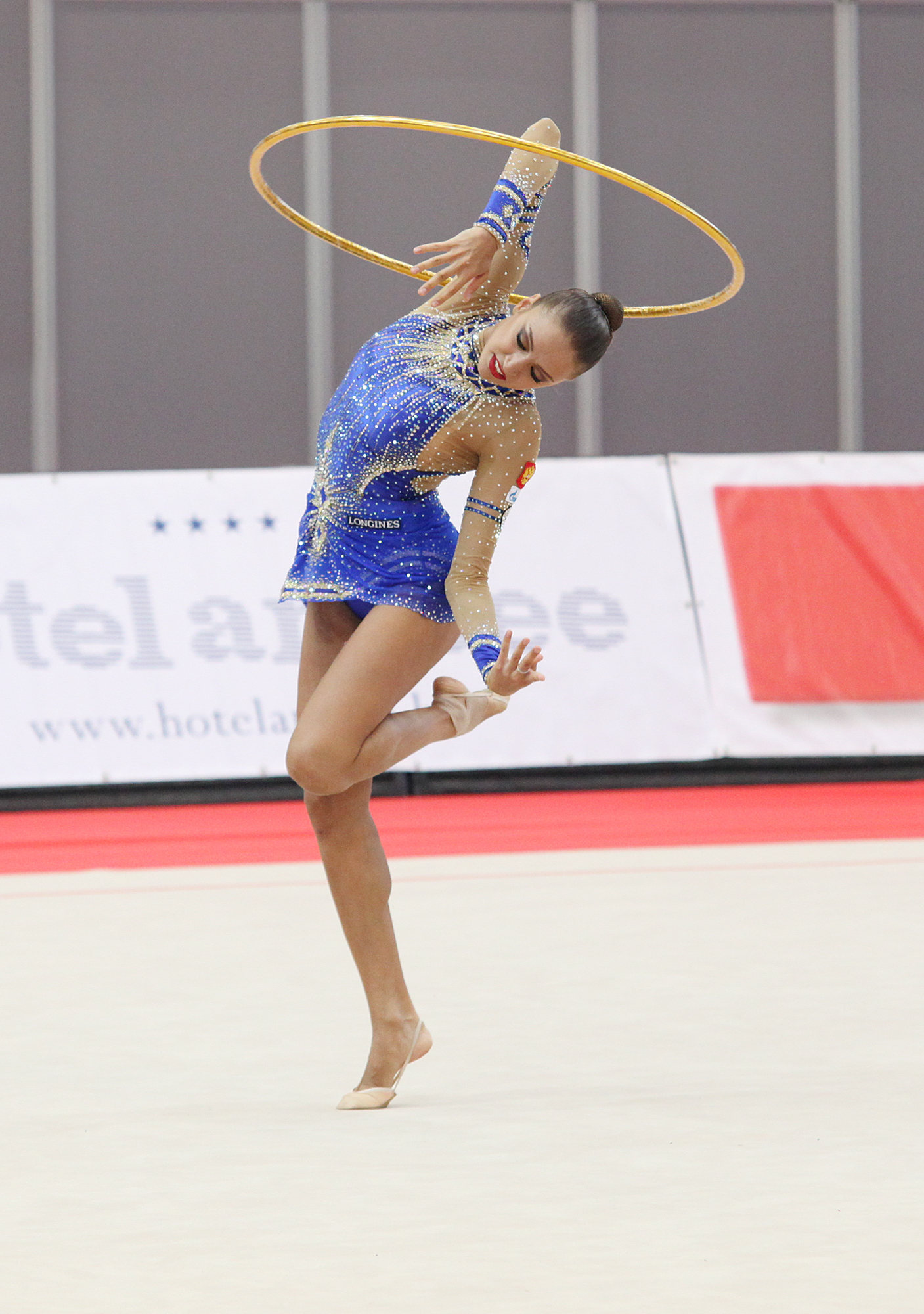
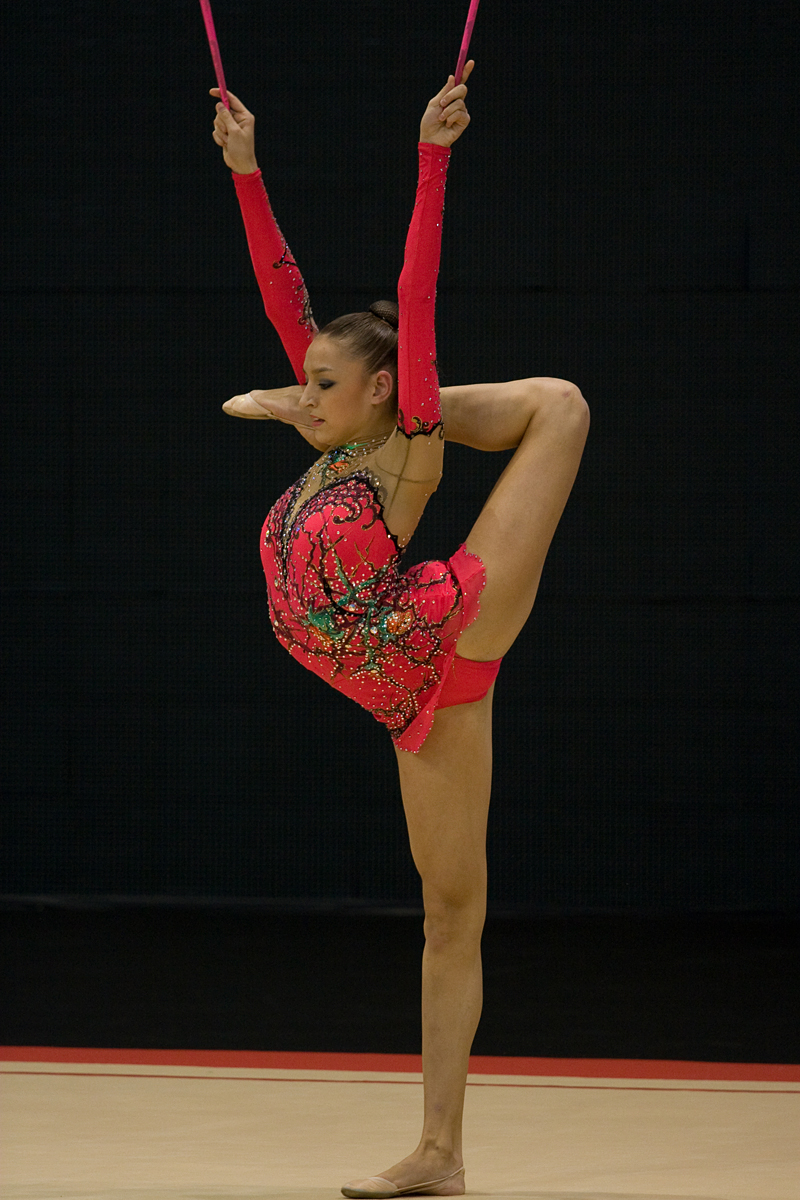
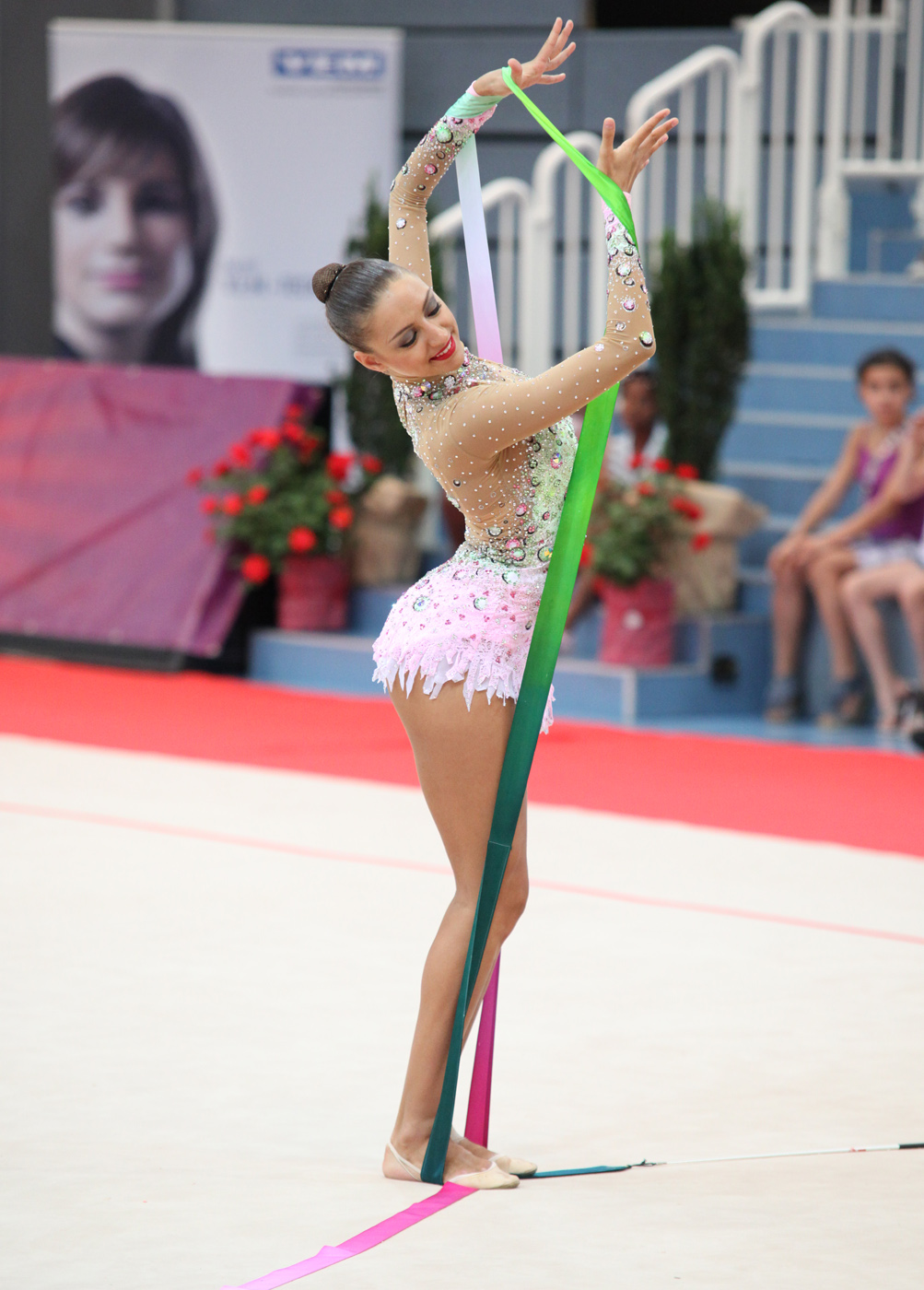